# Rhytiphora rosei
Rhytiphora rosei là một loài bọ cánh cứng trong họ Cerambycidae.